# Mojotrisno
Mojotrisno is een bestuurslaag in het regentschap Jombang van de provincie Oost-Java, Indonesië. Mojotrisno telt 4388 inwoners (volkstelling 2010).